# Réalmont
Réalmont é uma comuna francesa na região administrativa da Occitânia, no departamento de Tarn. Estende-se por uma área de 14.33 km², e possui 3.449 habitantes, segundo o censo de 2018, com uma densidade de 240 hab/km².